# 石塘镇 (湘阴县)
石塘镇，中华人民共和国湖南省岳阳市湘阴县下属的一个镇，位于湘阴县东部。308省道经过辖区。

## 建制沿革
- 1956年，设石塘乡；
- 1958年，改石塘公社；
- 1983年，改置石塘乡。

2019年，撤销文星镇，设立文星街道、石塘镇、洋沙湖镇。

## 行政区划
石塘镇下辖18个行政村：
- 月弯村、九州村、板桥村、石塘村、龙大村、栽松村、高山村、宋家村、彭家村、黄泥村、五仑村、新农村、双桥村、寺坝村、爽丰村、齐心村、七里村、高峰村